# Brooks (cràter)
Brooks és un cràter d'impacte en el planeta Mercuri de 34 km de diàmetre. Porta el nom de la poeta i novel·lista estatunidenca Gwendolyn Brooks (1917-2000), i el seu nom va ser aprovat per la Unió Astronòmica Internacional el 2015.